# Drimia loedolffiae
Drimia loedolffiae är en sparrisväxtart som beskrevs av Van Jaarsv. Drimia loedolffiae ingår i släktet Drimia och familjen sparrisväxter. Inga underarter finns listade i Catalogue of Life.